# Al-Maharraqa

Der Tempel von Maharaqa

Al-Maharraqa (arabisch المحرقة, DMG al-Maḥarraqa, griechisch: Hierasykaminos) war ein Ort in Unternubien, der ca. 120 km südlich von Assuan am Westufer des Nils lag.

## Der Serapis-Isis-Tempel
In diesem Ort stand ein Tempel, der den Gottheiten Serapis und Isis geweiht war. Er wurde in römischer Zeit errichtet, jedoch nie richtig vollendet. Vom Tempel ist nur die an drei Seiten von überdachten Säulengängen umgebene Vorhalle erhalten. Davon ist ein Nebenraum mit Halbschranken abgetrennt. Die eigentlichen Tempelräume mit dem Sanktuarium sind nicht erhalten, bzw. sind nie gebaut worden. Es fehlt ebenso ein Pylon und im Inneren des Tempels finden sich auch nur sehr wenige Reliefs. Eine allein hier zu findende Besonderheit stellt eine Wendeltreppe dar, die einst auf das Dach führte. Ältere Darstellungen zeigen den Tempel ziemlich verfallen.

## Standortverlegung des Tempels
Da sein ehemaliger Standort durch den Bau des Assuan-Staudammes von der Überflutung bedroht war, wurde dieser Tempel 1962 vom ägyptischen Antikendienst abgebaut und zusammen mit dem Tempel von ad-Dakka 1966 in Neu-Wadi as-Subu' restauriert wieder aufgebaut. Der Tempel steht seit 1979 auf der Weltkulturerbeliste der UNESCO.